# Puttelange-lès-Thionville
Puttelange-lès-Thionville (Duits: Pitlingen bei Rodenmachern, Luxemburgs: Pëttleng) is een gemeente in het Franse departement Moselle in de regio Grand Est. De gemeente telde 1.033 inwoners op 1 januari 2022.

## Geschiedenis
De gemeente maakte deel uit van het arrondissement Thionville-Est tot dit op 1 januari 2015 werd samengevoegd met het arrondissement Thionville-Ouest tot het arrondissement Thionville.
Puttelange-lès-Thionville maakte deel uit van het kanton Cattenom tot dit op 22 maart 2015 werd opgeheven en de gemeenten werden opgenomen in het kanton Yutz.

## Geografie
De oppervlakte van Puttelange-lès-Thionville bedraagt 10,67 vierkante kilometer; Op 1 januari 2022 was de bevolkingsdichtheid 96,8 inwoners per km².
De onderstaande kaart toont de ligging van Puttelange-lès-Thionville met de belangrijkste infrastructuur en aangrenzende gemeenten.

## Demografie
Onderstaande figuur toont het verloop van het inwonertal.
Basse-Rentgen · Berg-sur-Moselle · Beyren-lès-Sierck · Boust · Breistroff-la-Grande · Cattenom · Entrange · Escherange · Évrange · Fixem · Gavisse · Hagen · Hettange-Grande · Illange · Kanfen · Manom · Mondorff · Puttelange-lès-Thionville · Rodemack · Roussy-le-Village · Thionville (deels) · Volmerange-les-Mines · Yutz · Zoufftgen